# 1550-е

## Догађаји и трендови
- 1550. — рођен је Вилем Баренц, холандски истраживач и један од првих истраживача Арктика.
- 1550. — рођен је Мојсије Секељ, ердељски војвода секељског порекла и у кратком периоду и владар Ердеља.
- 1550. — 27. јуна рођен је Шарл IX, краљ Француске од 1560. до 1574.
- 1550. — основан је Хелсинки.
- 1551. — Мехмед паша Соколовић је заузео град Бечеј.
- 1551. — Чувашија је постала део Русије.
- 1551. — Османлије су освојили Јанков Мост.
- 1551. — Клермон Феран је постао краљевски град.
- 1551. — 19. септембра рођен је Анри III од Француске, четврти син француског краља Анрија II и Катарине Медичи. Био је кратко време изборни краљ Пољске, а од 1575. краљ Француске.
- 1551. — рођен је Борис Годунов, руски цар од 1598. до 1605. године.
- 1552. — Османлије су освојили Темишвар.
- 1552. — Османлије су заузели читав Банат и организовали га као Темишварски вилајет, подијељен на санџаке и нахије.
- 1552. — Османлије су освојили Вршац.
- 1552. — 2. децембра умро је Франсиско Ксавер, шпански католички мисионар и саоснивач језуитског реда. Католичка црква сматра да је после светог Петра он покрстио највише људи. Проглашен је свецем.
- 1552. — погинуо је Колшариф, татарски имам и пјесник Казањског каната.
- 1552. — Руско царство је освојило Казањски канат.
- 1553. — 12. априла умрла је Хуана I од Кастиље, супурга Филипуа Лијепог.
- 1553. — 6. јула умро је Едвард VI, енглески краљ од 28. јануара 1547. до смрти 6. јула 1553.
- 1553. — 13. децембра Анри IV од Француске, краљ Наваре (1572—1610) и краљ Француске (1589—1610). Био је први краљ из бурбонске династије.
- 1554. — Астрахан је прешао је под власт Русије.
- 1554. — основан је Сао Пауло.
- 1555. — након што су Португалци оснивањем својих база у Индији запретили муслиманским морепловцима пресијецањем њихових трговачких веза са Индијом, Османлије учвршћују свој положај у подручјима око Црвеног мора, оснивањем нових база у Јемену и Етиопији. Године 1555, у Етиопији оснивају Хабешки ејалет са седиштем у граду Масави.[1]
- 1555. — двојица Сиријаца су први пут донела кафу у Цариград.
- 1555. — Шпанци освајају Дјевичанска острва.
- 1555. — Французи оснивају колонију Француски Антарктик на подручју данашњег Бразила око града Рио де Жанеира.
- 1555. — 25. септембра склопљен је Аугзбуршки мир, споразум, који су потписали Карло V и снаге протестантског Шмалкадског савеза у граду Аугзбургу. Тим споразумом окончано је насиље између лутерана и католика у Њемачкој. Овим миром изједначена су права католика и лутерана.
- 1557. — Португалци су заузели Макао.
- 1556. — Руско царство је освојило Астрахански канат.
- 1557. — 31. мајa рођен је Фјодор I Звонар, цар Русије и Велики московски кнез од 18. марта 1584. године.
- 1557. — 16. јула умрла је Ана Клевска, четврта жена енглеског краља Хенрика VIII, кћи Јована III, владара војводства Клевса које се налазило на Рајни, на граници данашње Немачке и Холандије.
- 1557. — 1. септембра умро је Жак Картје, француски истраживач Канаде.
- 1557. — у Османском царству је Српска православна црква обновљена као Пећка патријаршија.
- 1558. — фебруара, рођен је Јохан Церклас фон Тили, војсковођа, који је командовао снагама Светог римског царства током Тридесетогодишњег рата.
- 1558. — 18. фебруара умрла је Леонор од Аустрије, прва кћерка Хуане Луде и Филипа Лепог, унука Католичких краљева и Максимилијана I као и сестра Карла V.
- 1558. — 21. септембра умро је Карло V Хабзбуршки, један од најмоћнијих владара у историји Европе. Припадао је династији Хабзбург.
- 1558. — 18. октобра умрла је Марија од Угарске, сестра шпанског краља и цара Светог римског царства Карла V, и такође цара Светог римског царства, Фердинанда I. Била је удата за угарског краља, Лајоша II Јагела, који је погинуо у бици код Мохача 1526. године.
- 1558. — 17. новембра умрла је Марија I, краљица Енглеске и краљица Ирске у периоду 1553—1558, позната и под надимком Крвава Марија (Мери).
- 1558. — Енглези су изгубили Кале, посљедњи посјед на тлу Француске.
- 1559. — 10. јула умро је Анри II од Француске, краљ Француске од 1547. до своје смрти.
- 1558. — Хрватско-далматински и Славонски сабор спојили су се у јединствени Хрватско-далматинско-славонски сабор.
- 1559. — завршена је серија ратова на подручју Италије позната као Италијански ратови.

## Наука
- 1550. — рођен је Џон Непер, шкотски математичар, физичар, астроном/астролог и осми лорд од Мерчистона.
- 1551. — рођен је Фауст Вранчић, хрватски полихистор, проналазач, лингвиста, дипломата, инжењер и бискуп.
- 1551. — 2. маја рођен је Вилијам Кемден, енглески историчар и археолог, који је написао је прву топологију острва Велике Британије и детаљно описао период владавине Елизабете I
- 1552. — 13. априла умро је Џон Лиленд, енглески археолог.
- 1552. — 15. априла[2] рођен је Пјетро Антонио Каталди, италијански математичар и астроном.

## Култура
- 1550. — дански се издвојио као посебан скандинавски језик преводом Библије.
- 1550. — 11. октобра умро је Георг Пенц, њемачки сликар и бакрописац епохе маниризма.
- 1550. — 22. новембра умро је Ханс Зебал Бехам, њемачки графичар и сликар, старији брат Бартела Бехама.
- 1551. — умро је Људевит Пасковић, петраркист, најзначајнији пјесник которског ренесансног круга.
- 1551. — почетком фебруара први пут је приказана Дундо Мароје, најпознатија комедија Марина Држића.
- 1553. — 9. априла умро је Франсоа Рабле, француски хуманист, приповједач, љекар и монах.
- 1553. — 3. јуна умро је Волф Хубер, аустријски сликар и графичар.
- 1553. — 16. октобра умро је Лука Кранах Старији, њемачки сликар и графичар.
- 1554. — 20. априла умро је Франческо Пјеро Бисоло, италијански сликар.
- 1554. — умро је Хајнрих Алдегрефер, њемачки бакрописац, сликар, цртач и златар који се убраја у такозване Мале мајсторе њемачке ренесансе.
- 1554. — рођен је Динко Златарић, дубровачки ренесансни пјесник и преводилац.
- 1558. — рођен је Томас Лоџ, енглески пјесник и романописац.

### Архитектура
- 1555. — по наредби Ивана IV Грозног, а у сјећање на освајање Казањског каната у Москви је започела градња Храма Василија Блаженог.
- 1557. — започела је градња Старог моста преко Неретве у Мостару.
- 1557. — сагађена је Сулејманова џамија у Истанбулу.
- 1558. — на брду Нехај поред Сења саграђена је тврђава Нехај.
- 1559. — умро је Микеле Санмикели, италијански ренесансни архитекта и поред Антонија да Сангала млађег најпознатији градитељ утврђења свог времена. Сматра се да је први употербио систем одбране градова помоћу бастиона.